# Anne Vane (botaniste)
Pour les articles homonymes, voir Anne Vane (homonymie) et Vane (homonymie).
Anne Vane (1726-1776), aussi connue comme Anne Hope-Vere ou Anne Monson, est une botaniste anglaise et collectionneuse de plantes et d'insectes.

## Biographie
Elle est la fille de Henry Vane (1er comte de Darlington), et sa femme, Grace Fitzroy; elle est une arrière-petite-fille de Charles II. Sa tante, aussi Anne Vane, est une maîtresse royale.
En 1746, elle épouse Charles Hope-Weir de Craigiehall et a deux fils, Charles Hope et Henry Hope, avant que le mariage ne soit dissous par une Loi du Parlement en 1757, en raison de la naissance d'un enfant illégitime, dont on n'a aucun détail sur le père.
Plus tard, en 1757, elle épouse le colonel George Monson de Lincolnshire. Son mari étant militaire en Inde, elle passe la plupart de son temps à Calcutta, où elle devient une personnalité de la société locale.
Elle est décédée à Calcutta le 18 février 1776.

## La botanique
Son intérêt pour l'histoire naturelle est antérieur à son arrivée en Inde. En 1760, elle est déjà bien connue de la communauté des botanistes comme une « remarquable dame botaniste ».
Elle aide James Lee dans la traduction de la Philosophia Botanica de Carl von Linné, le premier ouvrage pour expliquer la classification Linnéenne aux lecteurs anglais. Lee publie le livre sous son propre nom en 1760, et reconnait le travail d'Anne de façon anonyme dans la préface. Quelques années plus tard, Lady Anne est présentée à l'entomologiste danois Johan Christian Fabricius, l'un des élèves de Linné. Plus tard, Lady Anne est mentionnée par James Lee dans ses lettres à Linné.
En 1774, de retour de Calcutta, Lady Anne visite le Cap de Bonne-Espérance , où elle rencontre un autre élève de Linné, Carl Peter Thunberg, un collectionneur chevronné de plantes de l'Afrique du Sud. Thunberg l'accompagne au cours de ses nombreuses expéditions autour de la Ville du Cap, et elle lui remet une bague en souvenir. Les spécimens de Monsonia, un arbuste à fleurs, sont envoyés aux Jardins de Kew, en 1774.

## Éponymie
L'une des plantes sud-africaines recueillies par Lady Anne Monson été nommée Monsonia par Linné en son honneur.